# Treasure Island Hotel & Casino
Treasure Island (ook bekend als TI) is een Amerikaans hotel en casino, gelegen aan de Las Vegas Strip in Las Vegas (Nevada). Treasure Island beschikt over 2665 kamers en 220 suites, heeft een speelruimte van 8.361 m² en is door middel van een tram verbonden met het hotel annex casino The Mirage. Voor het hotel bevindt zich water met daarin twee grote piratenschepen. Tot 2013 voerden die twee schepen meerdere keren per dag een show (Sirens of TI) op om publiek te trekken. Treasure Island wordt beheerd door de MGM Mirage Group. In 1998 kreeg TI een AAA Four Diamond-waardering.
Treasure Island werd in 1993 door Mirage Resorts onder leiding van Steve Wynn geopend. De bouwkosten bedroegen 450 miljoen dollar.

## Externe link

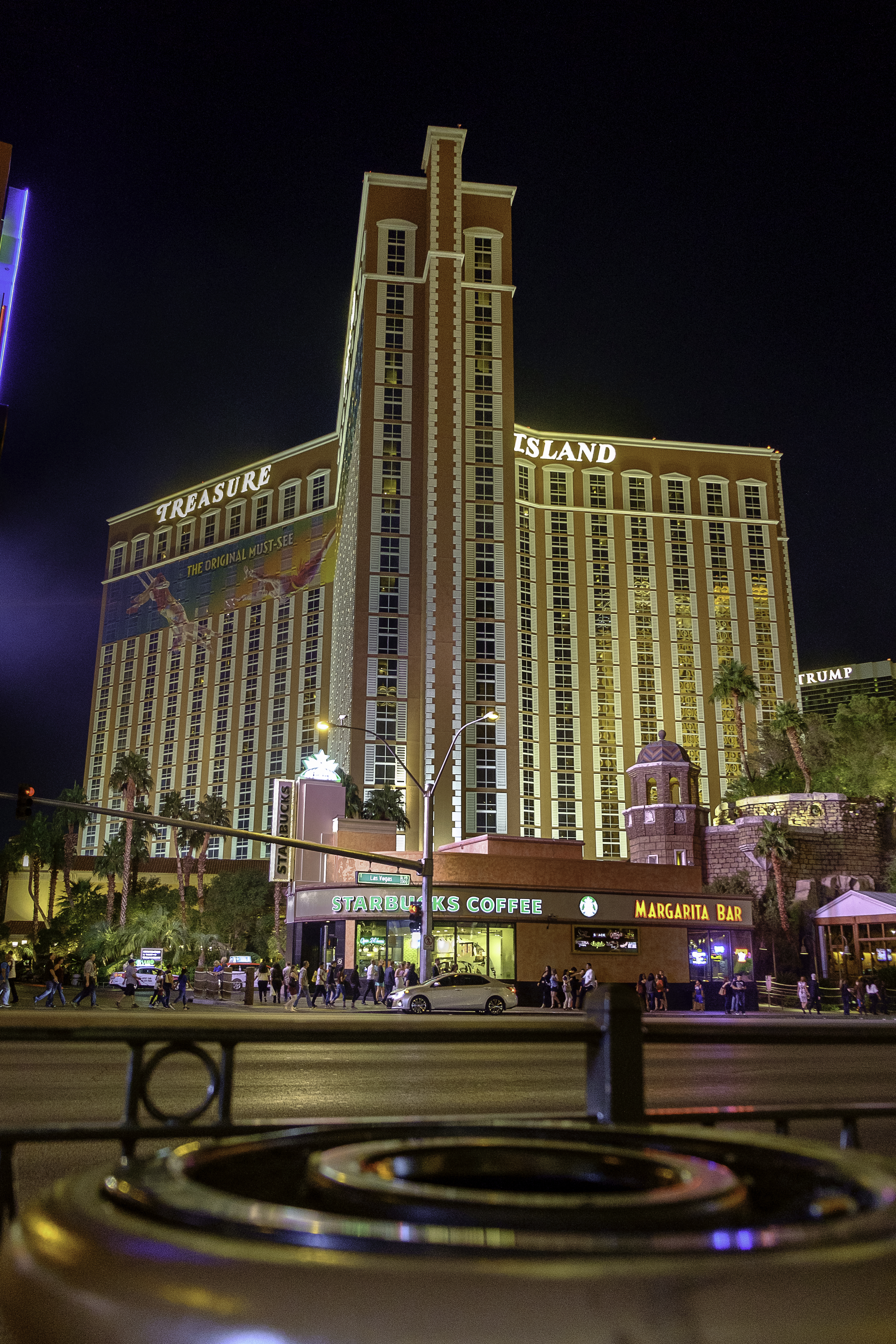
Treasure Island-hotel bij avond
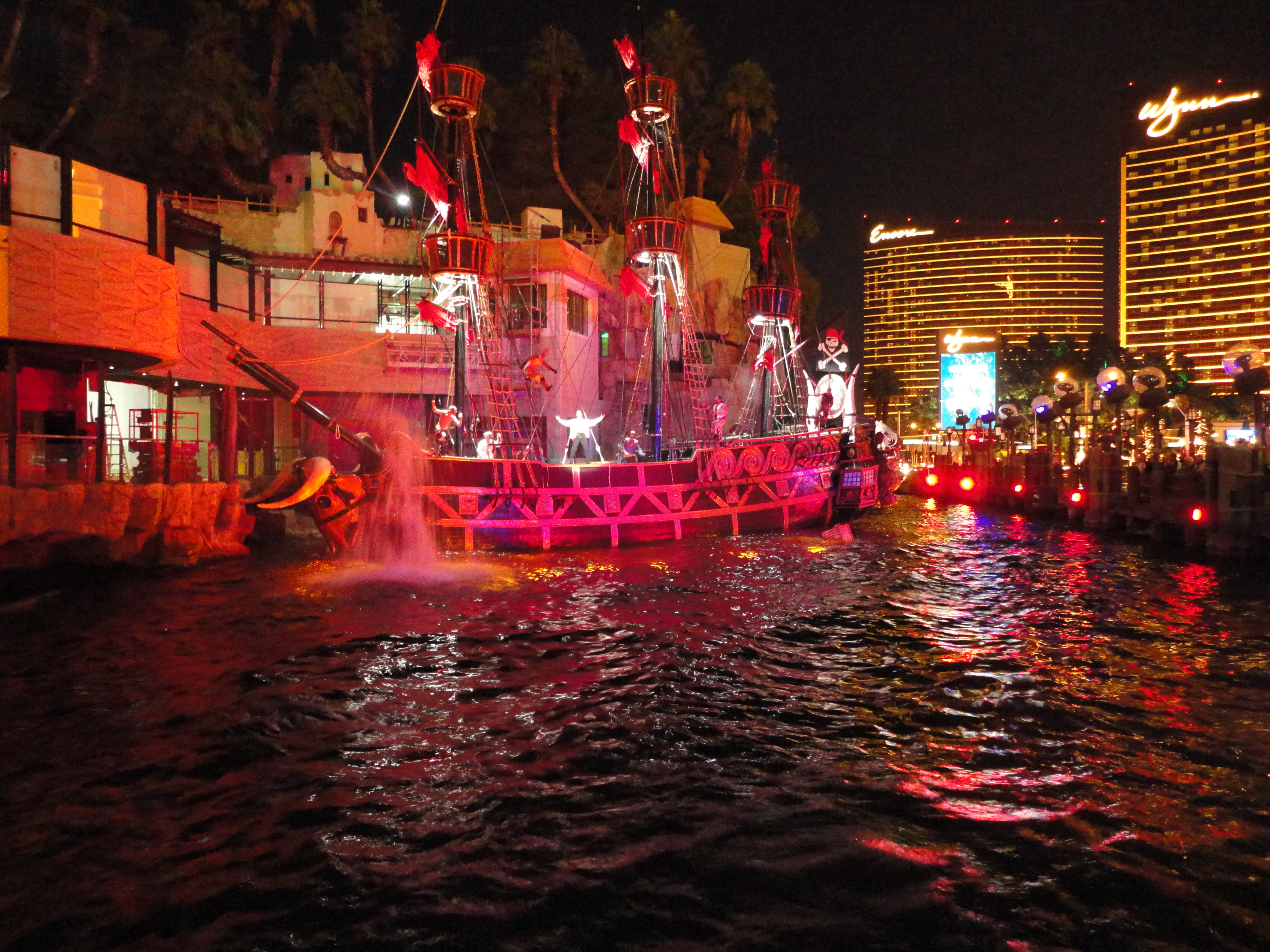
Sirens of TI-show voor het hotel